# Alexander von Linsingen
Alexander Adolf August Karl von Linsingen  (10  de febrero de 1850 - 5 de junio de 1935) fue un general alemán durante la I Guerra Mundial.

## Servicio militar
Linsingen se unió al Ejército prusiano en 1868 y alcanzó el grado de comandante de Cuerpo (II Cuerpo) en 1909. Fue uno de los pocos altos generales alemanes que no sirvió para el estado mayor.
Al principio de la I Guerra Mundial Linsingen era comandante de Cuerpo en la Primera batalla del Marne. Transferido al frente oriental donde los ejércitos alemán y austriaco eran amenazados por una ofensiva rusa en Galitzia, Linsingen tomó el mando del Ejército del Sur (1915). Derrotó a los ejércitos rusos en le batalla de Stryi en 1915, capturando a 60.000 prisioneros rusos. Se le concedió la Pour le Mérite el 14 de mayo de 1915 y las hojas de roble el 3 de julio de 1915.
En 1915, tomó el mando del Ejército del Bug y fue concurrentemente comandante del Heeresgruppe Linsingen (Grupo de Ejércitos Linsingen). En junio de 1916, su Grupo de Ejércitos se enfrentó a la ofensiva Brusilov. Después de una retirada inicial, controló el avance ruso en la batalla de Kowel. Fue ascendido a Coronel-General, el segundo mayor rango para un general del Ejército Imperial Alemán (4 estrellas). En 1917-1918 y especialmente después de la firma del Tratado de Brest-Litovsk, lideró el avance alemán en Ucrania.
El 31 de marzo de 1918, su Grupo de Ejércitos fue desbandado y von Linsingen pasó a ser Gobernador Militar de Berlín (junio de 1918). Alexander von Linsingen murió el 5 de junio de 1935 y es enterrado en el Neuen St. Nikolai-Friedhof en Hannover, Alemania.

## Condecoraciones
- Cruz de Hierro de 1870, 2.ª clase
- Orden de la Corona, 2.ª clase con Estrella (Prusia)
- Caballero de Justicia de la Orden de San Juan (Bailiazgo de Brandeburgo)
- Condecoración al Servicio (Prusia)
- Comandante de 2.ª clase de la Orden de Alberto el Oso (Anhalt)
- Cruz de Caballero de 2.ª clase de la Orden del León de Zähringen con hojas de roble (Baden)
- Orden al Mérito Militar, 2.ª clase con Estrella (Baviera)
- Gran Cruz con Corona de Oro en la Orden de la Corona Wéndica (Mecklemburgo)
- Cruz de Gran Comandante de la Orden del Grifón (Mecklemburgo)
- Gran Cruz de la Orden de Federico (Wurtemberg)
- Gran Cruz de la Orden de la Espada (Suecia)
- Cruz de Hierro de 1914, 1.ª clase
- Pour le Mérite (14 de mayo de 1915); se añaden hojas de roble el 3 de julio de 1915
- Orden del Águila Negra (27 de enero de 1917)
- Gran Cruz de la Orden del Águila Roja con Espadas (27 de enero de 1917)